# Martin Seymour-Smith
Martin Roger Seymour-Smith (24 de abril de 1928-1 de julio de 1998) fue un poeta, crítico literario y biógrafo británico.

## Biografía
Nacido en Londres y educado en la Universidad Oxford, él se hizo uno de los más prometedores poetas de la lengua inglesa en el periodo post-guerra y conocido por haber escrito las biografías de Robert Graves, Rudyard Kipling y Thomas Hardy. En 1981, había sido un estudiante de astrología hace más de 25 años cuando publicó su único libro de astrología, The New astrólogo.
Políglota y autor de diversos libros, se hizo famoso por Los cien libros que más influyeron en la Humanidad, lanzado en 1998. Mundialmente, Seymour-Smith fue tal vez más conocido por su Guide to Modern World Literature, que fue publicado en 1973 y revisado, expandiéndose en 1986 como The Macmillan Guide to Modern World Literature - ambos sin traducción para el español. El libro fue un estudio tan profundizado de la poesía del siglo XX, drama y ficción que algunos críticos dudaron que era el trabajo de una persona - hasta que ellos leyeron y encontraron la voz inconfundible de Seymour-Smith y opiniones profundamente sentidas en cada entrada.
Poesía, la escritura y lectura de poemas estaban en el corazón de la familia Seymour-Smith. El último libro que Martin publicó en vida fue el volumen de poemas Wilderness, dedicada la Janet, su esposa que falleció dos meses después de la muerte del poeta.

## Obra

### Crítica literaria
- The New Guide to Modern World Literature (El nuevo guía de la literatura del mundo moderno)
- Who’s Who in Twentieth-Century Literature (Quién es quién en la literatura del siglo XX)
- Los cien libros que más influyeron en la humanidad
- La diosa blanca (1948)

### Biografía
- Robert Graves: His Life and Work
- Thomas Hardy – a Biography
- Rudyard Kipling – a Biography

### Poesía
- Reminiscences of Norma
- Poemas Escogidos (2005)